# Московский корпусной район ПВО
Московский корпусной район ПВО (Московский корп. р-н ПВО) — территориальное формирование войск противовоздушной обороны во время Великой Отечественной войны в границах Московского военного округа, предназначенное для противовоздушной обороны административно-политических и промышленных объектов Москвы и прилегающих районов.

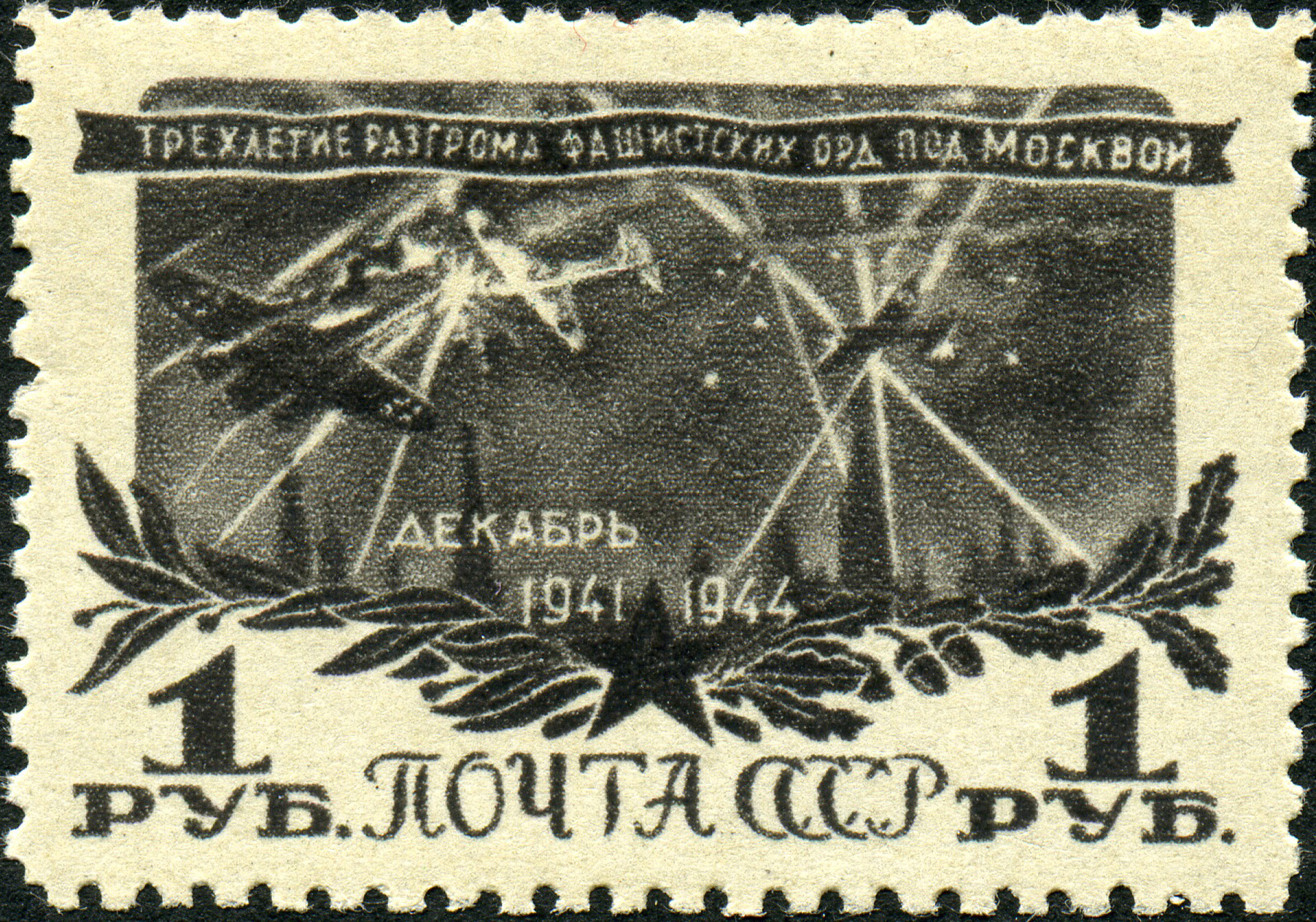
Почтовая марка СССР, посвященная Битве за Москву

## История организационного строительства
Воздушная оборона Москвы ведет своё начало с 25 апреля 1918 года, когда Военным руководителем Московского района был издан Приказ № 01 от 25.04.1918 г., в соответствии с которым образовано Управление воздушной обороны Москвы.
Части, соединения и объединения, выполнявшие задачи ПВО Москвы в зависимости от сложившейся обстановки и решаемых задач имели различные организационные формы:
- Управление воздушной обороны Москвы (с 25.04.1918 г.);
- 1-й отдельный территориально-позиционный зенитный артиллерийский дивизион (1924)
- 31-й отдельный зенитный артиллерийский дивизион (1924—1929);
- 1-я бригада ПВО (с 21.09.1929 г.);
- 1-я дивизия ПВО (с 17.08.1931 г.);
- 1-й корпус ПВО (с 11.01.1938 г.);
- Московская зона ПВО (с февраля 1941 г.);
- Московский корпусной район (17.12.1941 г.)[1] в составе Московского военного округа;
- Московский фронт ПВО (с 5 апреля 1942 года)[2][3]
- Особая Московская армия ПВО (с 29 июня 1943 года)[4];
- Московская группа ПВО Центрального фронта ПВО (с 24 декабря 1945 г.)[5];
- Войска ПВО Москвы Центрального фронта ПВО (с марта 1945 г.)[5];
- Войска ПВО Москвы Центрального округа[6] (с 25 октября 1945 года);
- Войска ПВО Москвы Северо-Западного округа[7] (с 23 мая 1946 года);
- Московский район ПВО[8] (с 14 августа 1948 года);
- Московский округ ПВО[9] (с 20 августа 1954 года);
- Московский округ ВВС и ПВО (с 1998 года);
- Командование специального назначения (с 1 сентября 2002 года);
- Объединённое стратегическое командование воздушно-космической обороны (с 1 июля 2009 года);
- Командование противовоздушной и противоракетной обороны (с 1 декабря 2011 года);
- 1-я армия противовоздушной и противоракетной обороны (с 2015 года).

Московский корпусной район ПВО образован 17 декабря 1941 года Приказом НКО от 24 ноября 1941 года на базе 1-го корпуса ПВО и частей Московской зоны ПВО в целях создания единой группировки сил и средств ПВО на территории страны, объединенных в районы ПВО.

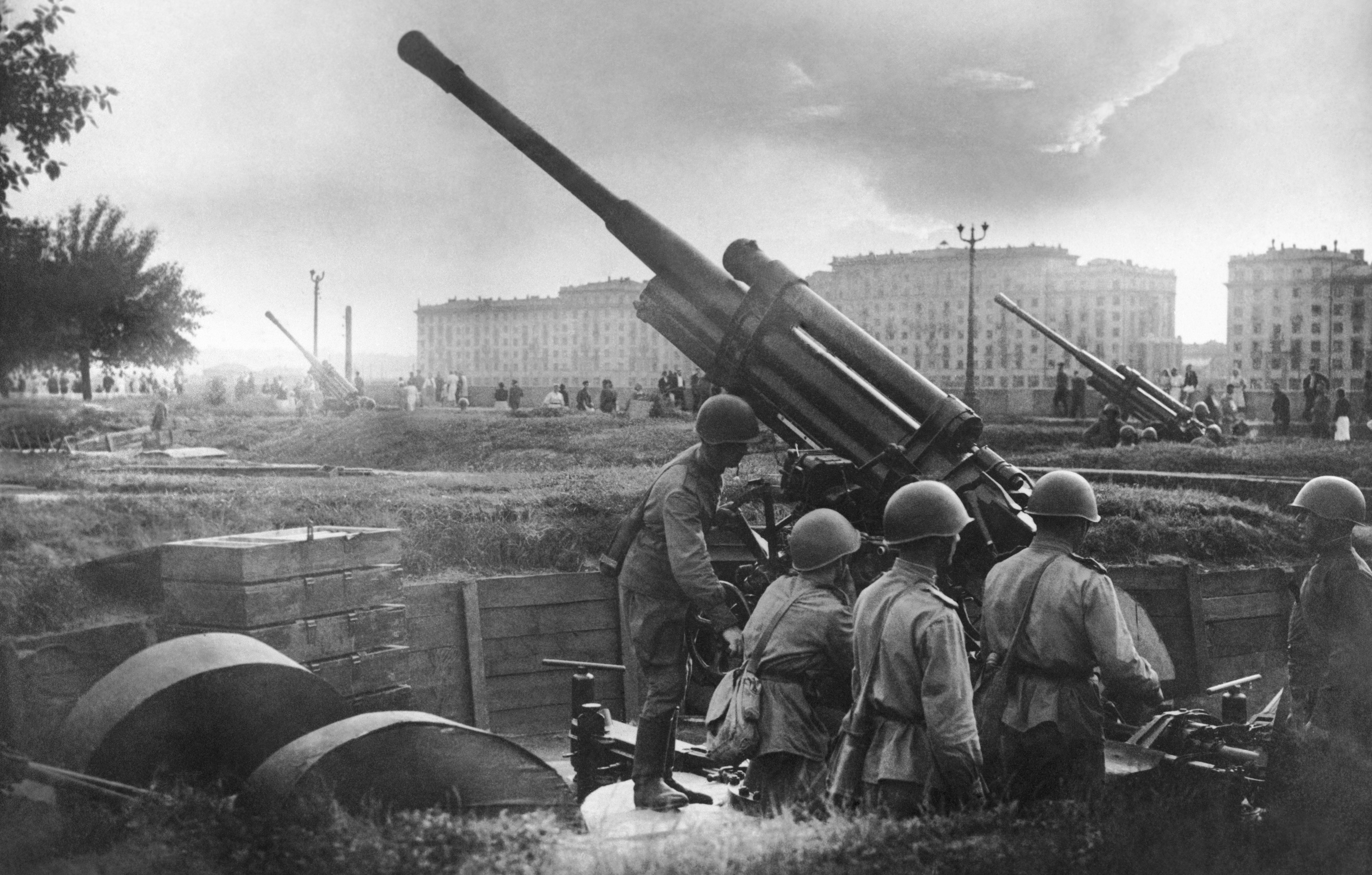
Солдаты, обороняющие Москву во время Великой Отечественной войны, готовят зенитные орудия в парке культуры имени М. Горького к отражению налёта немецких самолетов.

В связи с изменением масштабов боевых действий в зоне ответственности и совершенствованием системы ПВО Москвы 5 апреля 1942 года Постановлением ГКО на базе Московского корпусного района ПВО был образован Московский фронт ПВО.

## В действующей армии
В составе действующей армии:
- с  17 декабря 1941 года по 6 апреля 1942 года.

## Зона ответственности района
В Московский корпусной район ПВО входила территория, ограниченная городами: Кашин — Клин — Звенигород — Серпухов — Кашира — Рязань — Касимов — Юрьев-Польский.
В январе 1942 года в составе района ПВО имелись радиолокационные станции РУС-2 установленные в Клину и Серпухове, а также МРУ-105 в Химках, Внуково и Люберцах. Кроме частей ПВО, стоявших непосредственно на обороне столицы, командованию Московского корпусного района были подчинены 14 отдельных зенитных артиллерийских дивизионов и несколько отдельных пулеметных подразделений. В состав корпусного района входил и 751-й зенитный артиллерийский полк, выделенный для противовоздушной обороны штаба Западного фронта. С воздуха район прикрывался 6-й иак ПВО составом 31-го полка.

## Командование района
- Командующий: генерал-лейтенант артиллерии Д.А. Журавлев;
- Военный комиссар: бригадный комиссар Н.Ф. Гритчин;
- Начальник штаба: полковник М.Г. Гиршович.

## Состав района
В составе Московского корпусного района насчитывалось 9 зенитных артиллерийских полков, 3 зенитных пулеметных полка, 1 прожекторный полк и 14 отдельных зенитных артиллерийских дивизиона:

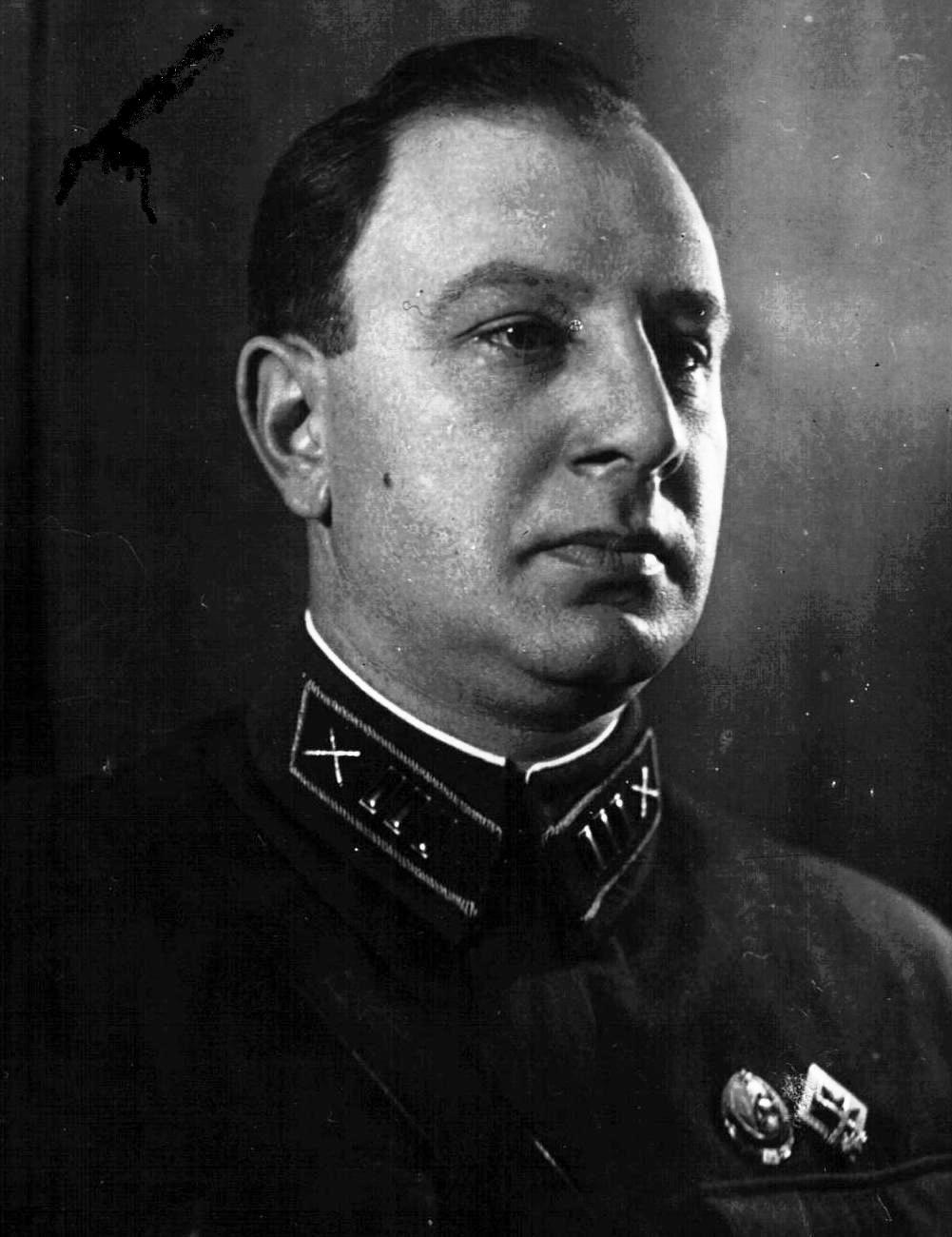
Начальник штаба района М. Г. Гиршович., 1941 год.

- 176-й зенитный артиллерийский полк;
- 193-й зенитный артиллерийский полк;
- 250-й зенитный артиллерийский полк;
- 251-й зенитный артиллерийский полк;
- 329-й зенитный артиллерийский полк;
- 745-й зенитный артиллерийский полк;
- 751-й зенитный артиллерийский полк;
- 862-й зенитный артиллерийский полк;
- 864-й зенитный артиллерийский полк;
- 1-й зенитный пулеметный полк;
- 20-й зенитный пулеметный полк;
- 22-й зенитный пулеметный полк;
- 1-й прожекторный полк;
- 41-й отдельный зенитный артиллерийский дивизион;
- 198-й отдельный зенитный артиллерийский дивизион;
- 205-й отдельный зенитный артиллерийский дивизион;
- 207-й отдельный зенитный артиллерийский дивизион;
- 215-й отдельный зенитный артиллерийский дивизион;
- 232-й отдельный зенитный артиллерийский дивизион;
- 237-й отдельный зенитный артиллерийский дивизион;
- 240-й отдельный зенитный артиллерийский дивизион;
- 241-й отдельный зенитный артиллерийский дивизион;
- 244-й отдельный зенитный артиллерийский дивизион;
- 247-й отдельный зенитный артиллерийский дивизион;
- 257-й отдельный зенитный артиллерийский дивизион;
- 270-й отдельный зенитный артиллерийский дивизион;
- 324-й отдельный зенитный артиллерийский дивизион;
- 337-й отдельный радиотехнический батальон ВНОС (337-й орб ВНОС).

## Операции и битвы
Московский корпусной район ПВО принимал участие в Битве за Москву. После переход войск, оборонявших Москву, в контрнаступление 5 декабря 1941 г., для их поддержки привлекались авиационные соединения корпусного района. Зенитные артиллерийские и пулеметные части района подавляли огневые точки противника, уничтожали его живую силу и боевую технику, поддерживая стрелковые части в дни контрнаступления. Наземные части района в ходе контрнаступления продвигались за передовыми частями наступающей армии, занимали огневые позиции, оборудовали наблюдательные посты и прожекторные точки на освобожденной от противника территории.